# Bisphenol AP
Bisphenol AP (abgekürzt: BPAP) ist eine organische Verbindung. Bisphenol AP hat eine anti-östrogene Wirkung und kann eine Störung der Blutzucker-Homöostase verursachen. Eine Laborstudie zur Reproduktionstoxizität von Bisphenol-A-Analoga ergab, dass das Schädigungspotenzial von BPA durch Bisphenol M, Bisphenol AP und Bisphenol P übertroffen wird.

## Synthese
Bisphenol AP kann durch die Reaktion von Phenol mit Acetophenon unter Einwirkung eines sauren Katalysators hergestellt werden. Die Reaktion läuft über eine elektrophile aromatische Substitution ab.

## Verwendung
Bisphenol AP findet breite Verwendung bei der Synthese verschiedener Polymere wie Polycarbonate, Epoxidharze, Polyarylate, Polyether, Polyetherimide, Polyphenylenether und Copolymere. In den letzten Jahren wurden BPAP-haltige Materialien in zunehmendem Maße zur Herstellung verschiedener Produkte wie Beschichtungen, Formteile, lichtempfindliche Harzzusammensetzungsfolien, Verbundmatrizen, elektrische Isoliermaterialien, Thermopapiere, optische Folien und strukturelle Klebstoffe für den Einsatz in der Elektronik-, Automobil-, Innenausstattungs-, Luft- und Raumfahrt- und anderen Industrien verwendet. Die weit verbreitete Verwendung dieser Produkte führte unweigerlich zu einer BPAP-Kontamination von Umwelt und Lebensmitteln sowie zu einer späteren Exposition des Menschen. BPAP war in Hausstaub und in Körperpflegeprodukten wie Körperwaschmitteln, Haarpflegeprodukten, Make-up, Hautlotionen und Zahnpasten nachweisbar.